# 牛津郡旗
牛津郡旗是英國英格蘭牛津郡的標誌，目前還沒有獲得正式承認。旗幟由綠、藍、白三色組成。綠色象徵當地的森林，藍色象徵泰晤士河。